# N256 (België)
De N256 is een gewestweg en ringweg in Koekelberg, België om het Elisabethpark en de Nationale Basiliek van het Heilig Hart heen. De weg heeft een lengte van ongeveer 3 kilometer.
De gehele weg beschikt over twee rijstroken voor beide rijrichtingen samen. Op enkele gedeeltes van de route zijn de rijstroken gescheiden.

## N256a
De N256a is een 1,5 kilometer lange aftakking van de N256. De weg loopt vanaf de N256 via de Jetselaan naar de N290. Hierbij wordt onderweg de N291 gekruist.
De gehele weg bestaat uit aparte rijstroken voor beide rijrichtingen.

## N256b
De N256b is een 1,6 kilometer lange aftakking van de N256. De weg loopt vanaf de N256 via de Vrijheidslaan en de Kasteellaan naar de N225. Hierbij kruist de route de N236 en de N290.
De gehele weg bestaat uit aparte rijstroken voor beide rijrichtingen.